# Carl Schulze
Carl Schulze (Amsterdam, 21 december 1936 – Amstelveen, 27 december 2011) was een Nederlands vibrafonist, componist en arrangeur.

## Muzikale carrière
Schulze was grotendeels autodidact, hoewel hij halverwege de jaren 70 een arrangeercursus volgde bij Frans Elsen en daarna een tweejarige cursus lichte muziek. Tijdens het Loosdrechts Jazzconcours (jaargang 1961) viel hij op door de Solistenprijs te winnen.
Op 5 maart 1964 trad Schulze als solist op met het Metropole Orkest. In de Metropole Show soleerde hij op vibrafoon in door Bert Paige gearrangeerde jazzstandards. Later dat jaar speelde hij in hetzelfde programma een compositie van pianist Louis van Dijk, met wie hij begin jaren zestig een jazzkwartet had opgericht.
Op vibrafoon (en incidenteel marimba) speelde Schulze tussen 1964 en 1982 als solist bij het Metropole Orkest, de Skymasters en het VARA Dansorkest in programma's als Muzikaal onthaal, AVRO’s swingtime, Close up en Muziek uit studio 1.
Voor Nine O'clock Jazz werden in 1980 opnamen gemaakt van het duo Carl Schulze/Louis van Dijk. In de combinatie vibrafoon-piano werd ook Schulzes eigen compositie Children's Song uitgevoerd. Op 22 januari 1981 was het Carl Schulze Ensemble te gast bij Sesjun, het live jazzprogramma van de TROS.
Van 1984 t/m 1988 leidde hij zijn eigen fusion band Last Resort langs alle jazzfestivals in Nederland en was hij drie maal te gast in het radioprogramma Tros Sesjun met deze band.
In de omroepwereld werkte hij met alle orkesten van betekenis op dat moment, onder meer Rogier van Otterloo, Tonny Eyk, Harry van Hoof en Tony Nolte.
Tevens was hij een "first call" studio musicus, die vele nog steeds gedraaide hits inspeelde.
Schulzes arrangementen waren in de jaren zeventig en tachtig veelvuldig op de radio te horen. Hij schreef er meer dan 1200 voor uiteenlopende orkesten en combo's als het Metropole Orkest (ca. 250), het Tonny Eyk Orkest (ca. 400) en het Cor Cools Combo (ca. 200).

## Discografie
- Carl Schulze - Empty Hours, BASF, 1972
- Carl Schulze Quartet - April Dance, 2003